# Roland Varno
Roland Varno (Utrecht, 15 maart 1908 – Lancaster (Californië), 24 mei 1996) was een Amerikaans acteur van Nederlandse afkomst. Zijn echte naam was Jacob Frederik Vuerhard.
Hij groeide op Java op, keerde als tiener naar Nederland terug en werkte als tekenaar, onder andere bij Het Vaderland. Eind jaren twintig verhuisde hij naar Berlijn, waar hij onder andere in Der blaue Engel (1930) en Der Mann, der seinen Mörder sucht (1931) speelde. Hij reisde naar de Verenigde Staten, om de hoofdrol in All Quiet on the Western Front te spelen, maar doordat zijn schip op de Atlantische Oceaan vertraging opliep zou de rol naar Lew Ayres zijn gegaan. In de Verenigde Staten trad Varno in het huwelijk met Betty Tyree, met wie hij twee kinderen kreeg.
In de jaren dertig en veertig speelde Varno in tientallen Amerikaanse films, waaronder As You Desire Me met Greta Garbo (1932), Gunga Din (1939), Three Faces West (1940), Women in Bondage (1943), The Return of the Vampire (1944), My Name is Julia Ross (1945), Three's a Crowd (1945), Flight to Nowhere (1946) en Scared to Death (1947). Hij kwam alleen even terug naar Nederland voor de opnamen van de film Malle gevallen (1934) waarin hij een bijrol als student speelt, en Het meisje met den blauwen hoed (1934), waarin hij een hoofdrol speelt. Eerder had hij de hoofdrol in de Nederlandse speelfilm De sensatie der toekomst (1931), die in de Paramountstudio in Parijs werd opgenomen.
Tijdens de Tweede Wereldoorlog maakte Varno deel uit van het Office of Strategic Services (OSS) dat hem in propagandafilms liet spelen. Na de oorlog speelde hij in televisieseries als Space Patrol (1950), The Adventures of Wild Bill Hickok (1951-1958) en 77 Sunset Strip. Na zijn pensioen verhuisde hij naar Mexico, waar hij onder andere regisseerde in het Engelstalige theater van Ajijic.
Zijn zoon Martin Varno schreef het script voor Night of the Blood Beast (1958).
Varno overleed op 88-jarige leeftijd in Californië.